# Hans und Ellen Kollmannsberger
Hans und Ellen Kollmannsberger, auch bekannt als Kollmannsberger-Duo, sind ein deutsches Gesangsduo des volkstümlichen Schlagers.
Hans (bürgerlicher Name: Johann Kollmannsberger, * 14. September 1932 in Landshut) und Ellen (bürgerlicher Name: Elisabeth Kollmannsberger geb. Osadnik, * 4. November in Himmelwitz) sind seit 1962 verheiratet und haben eine Tochter und einen Sohn.
Das Duo bewarb sich beim Grand Prix der Volksmusik 1988 und schied mit dem Lied Die Liebe zur Heimat bereits in der Vorentscheidung aus.

## Werdegang
Hans Kollmannsberger entstammt einer Gastwirtsfamilie und sollte nach dem Willen seines Vaters den Betrieb übernehmen. Zunächst erlernte er den Beruf des Maschinenbauers und gründete in den 1950er Jahren das Trio Die drei lustigen Landshuter-Buam.
1955 begann er auf Drängen seines Vaters die Ausbildung zum Gastwirt und machte in seiner Freizeit weiter Musik. Ab 1956 spielte er in München beim Theater am Platzl. 1958 erschien zusammen mit seiner damaligen Partnerin Helga Reichel die erste Schallplatte. Im Dezember desselben Jahren lernte Kollmannsberger bei einem Auftritt seine spätere Ehefrau und Gesangspartnerin Ellen kennen.
Die gelernte Krankenschwester erhielt ab 1962 am Theater am Platzl in München ebenfalls ein Engagement. In den folgenden Jahren gab das Duo Konzerte, besang mehrere Schallplatten und war bei einigen volkstümlichen Fernseh- und Rundfunksendungen zu Gast. Ihre Lieder erreichten vordere Plätze bei den volkstümlichen Rundfunkhitparaden und waren auch in volkstümlichen Wunschkonzerten zu hören. Zeitweilig war das Duo auch bei volkstümlichen Fernsehveranstaltungen zu sehen.

## Bekannte Titel
- Die Liebe zur Heimat 1988
- Ein Rucksack und eine Mundharmonika
- El Paradiso du schöne Erde
- Fahrende Musikanten
- Maria, gracia
- Der alte Scherenschleifer und sein treuer Hund
- Hoch auf dem gelben Wagen
- Jeder Mensch braucht das Glück
- Lustig ist das Zigeunerleben
- Schneewalzer
- Ein schöner Sonntag in den Bergen

## Diskografie (Auswahl)
- Maria, grazia
- Wir fahren in die Berge
- Wir kommen von den Bergen